# 越南异形木
越南异形木（学名：Allomorphia baviensis），又稱刺毛異形木，屬於野牡丹科异形木属，為高約1-2公尺（最高可至4公尺）的灌木，生長於海拔500-2000公尺的樹林，分佈範圍包括泰國、越南與中國廣西、雲南等地。

## 扩展阅读
維基物種上的相關：越南异形木